# Società Siciliana di Lavori pubblici
La Società Siciliana di Lavori pubblici era una società ferroviaria, oggi non più esistente, costituita nel 1886 allo scopo di realizzare il collegamento ferroviario dei centri abitati esistenti intorno al vulcano etneo con Catania e il suo porto.

## Storia
La società fu costituita in Catania nel 1886 da Robert Trewhella, sotto forma di società anonima, come conseguenza del contratto stipulato l'11 settembre 1885 tra lui e il Consorzio per la costruzione ed esercizio della ferrovia circumetnea con lo scopo di intraprendere ogni iniziativa utile all'ottenimento della concessione governativa, al finanziamento e alla costruzione della linea ferroviaria, poi definita Circumetnea, attorno al vulcano Etna. Il rogito venne stipulato presso il notaio Cavallaro di Catania; il capitale sociale venne stabilito in 1.000.000 di lire ripartito in 4.000 azioni del valore di 250 lire ciascuna. Il contratto per la concessione richiesta dal Consorzio venne rilasciato dal governo il 23 maggio 1889 e contemporaneamente a Roma "girato" alla società del Trewhella. Il 2 giugno successivo un apposito regio decreto confermò il contratto. Il 29 aprile 1890 i rappresentanti del consorzio stipulavano il contratto definitivo con la Società Siciliana di Lavori pubblici mediante il quale venivano fissati i termini di trasferimento delle somme che il consorzio avrebbe dovuto erogare e l'affidamento dell'esercizio ferroviario per la durata di 90 anni. 
Il 5 dicembre del 1942, con delibera approvata dall'assemblea degli azionisti, la società mutò la propria ragione sociale in Società italiana di lavori pubblici con sede sociale a Roma e direzione di esercizio a Catania. Il 21 dicembre la delibera venne omologata dal Tribunale di Catania. 
Alla fine della guerra, le gravissime difficoltà conseguenti ai danneggiamenti bellici e il dissesto economico in cui versava, la Società esercente (che aveva mutato nel frattempo la propria denominazione in "Società Etnea di Lavori Pubblici", SELP), accertati da un'inchiesta ufficiale, spinsero il Ministero dei trasporti a dichiararla decaduta dalla concessione con decreto del 14 gennaio 1947, n. 2051 e ad istituire la Gestione commissariale governativa.
La revoca della concessione alla SELP fu dichiarata mediante il decreto del presidente della Repubblica del 27 aprile 1949, n. 367
(Dichiarazione di decadenza della Società Etnea (già Siciliana) di lavori pubblici dalla subconcessione della ferrovia Circumetnea) pubblicato nella Gazzetta Ufficiale n.155 del 9 luglio 1949.